# Hurry Up Tomorrow
Hurry Up Tomorrow is het zesde studioalbum van de Canadese singer-songwriter The Weeknd, uitgebracht op 31 januari 2025 via XO en Republic Records. Het album bevat gastbijdragen van onder andere Anitta, Travis Scott, Future, Playboi Carti en Lana Del Rey.
Het album werd voorafgegaan door de singles Timeless met Playboi Carti en São Paulo met Anitta. Ook verscheen er in mei 2025 een gelijknamige psychologische thrillerfilm die het project vergezelt. Dit album markeert het einde van The Weeknd als artiestennaam en vormt het slotstuk van een trilogie, na After Hours (2020) en Dawn FM (2022).

## Achtergrond
In september 2022 verloor The Weeknd zijn stem tijdens zijn After Hours til Dawn Stadium Tour-optreden in Los Angeles op het podium van het SoFi Stadium. Deze ervaring beschreef hij als een mentale crisis, die sterk de thematiek van Hurry Up Tomorrow zou gaan beïnvloeden. Al in mei 2023 hintte de zanger dat dit zijn laatste album onder zijn huidige artiestennaam zou zijn. Hij overwoog muziek te maken onder zijn echte naam, Abel Tesfaye, en verklaarde dat hij "The Weeknd wilde doden" om opnieuw geboren te worden.

## Muziekstijlen en thema's
Hurry Up Tomorrow combineert verschillende genres, waaronder R&B, pop, akoestische invloeden en epische ballads. Het album behandelt thema's als existentie, dood, verlossing en wedergeboorte. Fans speculeren dat de trilogie is geïnspireerd door De goddelijke komedie van Dante Alighieri, waarbij de albums respectievelijk hel (After Hours), vagevuur (Dawn FM) en paradijs (Hurry Up Tomorrow) voorstellen.
Een groot deel van de nummers behandelt kortom zware thematiek, vaak met sterke religieuze verwijzingen. De openingstrack, 'Wake Me Up', behandelt existentiële angst en een innerlijke strijd tegen demonen. De verteller worstelt met vragen over het hiernamaals en voelt zich verloren, alsof hij steeds verder wegzakt in duisternis, wat kan duiden op gevoelens van depressie, een identiteitscrisis of zelfs angst voor de dood. 'Baptized in Fear' gaat over een bijna-doodervaring, mogelijk door verdrinking, en de bijbehorende angst, schuldgevoelens en spirituele worstelingen. De titel van het nummer 'Big Sleep' zou kunnen worden geïnterpreteerd als 'eeuwige slaap' en daarmee de dood. Termen als "borrowed light" en "borrowed time" wijzen op de vergankelijkheid van het leven, waarbij het idee van tijd en energie die verspild worden centraal staan. In het nummer 'The Abyss', waar Lana Del Rey in te horen is, worden gevoelens van wanhoop bezongen en zelfs het verlangen om een einde te maken aan het lijden. Er kunnen in de tekst verwijzingen naar suïcide teruggevonden worden. De laatste track van het album en tevens de titelsong, 'Hurry Up Tomorrow', gaat enerzijds over spijt en schuld, anderzijds over de zoektocht naar verlossing. De protagonist worstelt met zijn verleden, zonden en het gevoel dat hij anderen en zichzelf heeft teleurgesteld, waarbij hij hoopt op vergiffenis en een kans op verlossing in het hiernamaals.

## Film
Op 16 mei 2025 verscheen de bijbehorende en gelijknamige film in de bioscoop.

## Tracklist
1. Wake Me Up (feat.  Justice)
2. Cry For Me
3. I Can't Fucking Sing
4. São Paulo (feat. Anitta)
5. Until We're Skin & Bones
6. Baptized In Fear
7. Open Hearts
8. Opening Night
9. Reflections Laughing (feat. Travis Scott en Florence + The Machine)
10. Enjoy The Show (feat. Future)
11. Given Up On Me
12. I Can't Wait To Get There
13. Timeless (feat. Playboi Carti)
14. Niagara Falls
15. Take Me Back To LA
16. Big Sleep (feat. Giorgio Moroder)
17. Give Me Mercy
18. Drive
19. The Abyss (feat. Lana Del Rey)
20. Red Terror
21. Without a Warning
22. Hurry Up Tomorrow